# Rio Bunea
O Rio Bunea é um rio da Romênia, afluente do Rio Pădurani, localizado no distrito de Timiş.